# Олиготрофы
Олиготро́фы — экологическая группа растений и микроорганизмов, обитающих на почвах (или в водоёмах) с низким содержанием питательных веществ, например, в полупустынях, сухих степях, на верховых болотах.
Название происходит от др.-греч. ὀλίγος — «немногий», «незначительный» и τροφή — «питание».

## Адаптация растений
Адаптация растений к олиготрофным почвам обеспечивает большее и более эффективное поглощение питательных веществ, более низкое потребление питательных веществ и эффективное хранение питательных веществ. Улучшения в усвоении питательных веществ облегчаются радикальной адаптацией, такой как корневые азотфиксирующие узелки, микориза и корни кластера. Потребление снижается из-за очень медленных темпов роста и эффективного использования питательных веществ с низкой доступностью; Например, использование высокодоступных ионов для поддержания тургорного давления с низкими доступными питательными веществами, зарезервированными для построения тканей. Несмотря на эти изменения, потребности в питательных веществах обычно превышают потребление в течение вегетационного периода, поэтому многие олиготрофные растения обладают способностью накапливать питательные вещества, например, в тканях ствола, когда потребность в них мала, и ремобилизовать их, когда они растут.